# 레이브
레이브(rave, 동사: to rave에서 유래)는 웨어하우스, 클럽 또는 기타 공공/개인 장소에서 열리는 댄스 파티이며, 일반적으로 DJ가 일렉트로닉 댄스 뮤직을 틀며 공연한다. 이 스타일은 1990년대 초반 댄스 음악 신과 가장 관련이 있으며, 당시 DJ들은 드럼 앤 베이스, 덥스텝, 트랩, 브레이크, 해피 하드코어, 트랜스, 테크노, 하드코어, 하우스 및 얼터너티브 댄스를 포함한 다양한 하위 장르의 일렉트로닉 댄스 음악이 주를 이루는 불법 행사에서 연주했다. 때로는 라이브 음악가들이 레이브에서 공연하는 것으로 알려져 있으며, 고고댄서나 불 댄서와 같은 다른 유형의 공연 예술가들도 참여한다. 음악은 크고 강력한 음향 보강 시스템으로 증폭되며, 깊은 베이스 사운드를 내기 위해 일반적으로 큰 서브우퍼가 사용된다. 음악에는 종종 레이저 조명 쇼, 투사되는 컬러 이미지, 시각 효과 및 포그 머신이 동반된다.
새롭게 부상하는 댄스 신에 힘입어, 애시드 하우스 음악과 프로디지와 같은 언더그라운드 밴드들이 주도하며, 1980년대 후반에는 많은 "애시드 하우스" 파티가 스쿼트(무단 점유 건물)에서 열렸다. "돌 하우스"(펙햄), 폐쇄된 버스 정류장, 그루브 파크로 알려진 캠버웰의 무단 점유 아동 시설과 같은 유명한 장소들에는 천 명이 넘는 인파가 몰렸다. 피트 말랜드(90년대 초 서부 아일랜드에서 댄스 신을 시작한 사람)가 그루브 파크에서 풀 문 파티를 조직했으며, 여러 행사가 지역 주민들의 승인을 받은 예술 단체로서 1년 넘게 계속되었다. 타임스의 첫 컬러 보충판은 그루브 파크의 댄스 신에 대한 기사를 실었지만, 일부 주최자들은 사진 찍히는 것을 원치 않았다. 일부 레이브는 나이트클럽이나 개인 주택에서 열리는 작은 파티일 수 있지만, 1992년 캐슬몰턴 커먼 페스티벌과 같이 여러 DJ와 댄스 구역을 특징으로 하는 대규모 축제 및 행사로 성장하기도 했다.
일부 일렉트로닉 댄스 음악 축제는 레이브의 특징을 가지고 있지만, 더 크고 종종 상업적인 규모로 진행된다. 레이브는 오랜 시간 동안 지속될 수 있으며, 일부 행사는 24시간 동안 밤새도록 계속된다. 법집행 단속과 반레이브 법률은 많은 국가에서 레이브 신에 어려움을 주었다. 이는 레이브 문화가 메틸렌디옥시메스암페타민(종종 MDA와 함께 "클럽 약물" 또는 "파티 약물"이라고 불림), 암페타민, 리세르그산 디에틸아미드, GHB, 케타민, 메스암페타민, 코카인, 대마초와 같은 불법 약물과의 연관성 때문이다. 약물 외에도 레이브는 종종 무단 점유된 주택, 미사용 창고 또는 항공기 격납고와 같은 무허가 비밀 장소를 이용한다. 이러한 우려는 종종 레이브 문화를 둘러싼 도덕적 공황의 일종으로 설명된다.

## 역사

### 기원과 어원 (1950년대–1970년대)
1950년대 후반 영국 런던에서 "레이브"라는 용어는 소호의 비트닉 무리의 "광란의 보헤미안 파티"를 묘사하는 데 사용되었다. 그러한 과도한 행동에 탐닉하는 것으로 알려진 재즈 음악가 믹 멀리건은 "레이버의 왕"이라는 별명을 얻었다. 1958년, 버디 홀리는 히트곡 "Rave On"을 녹음하며 느낌의 광기와 흥분, 그리고 그것이 끝나지 않기를 바라는 마음을 언급했다. "레이브"라는 단어는 나중에 1960년대 초반에 급성장하던 모드 청년 문화에서 일반적으로 어떤 광란의 파티를 묘사하는 방식으로 사용되었다. 사교적인 파티 동물을 "레이버"라고 묘사했다. 스몰 페이시스의 스티브 메리어트와 더 후의 키스 문과 같은 팝 음악가들은 스스로를 "레이버"라고 불렀다. 1965년, 그레이트풀 데드는 켄 키지가 조직한 리세르그산 디에틸아미드 약물 파티인 샌프란시스코 애시드 테스트의 백 밴드로 활동했다. 그 후, 시각 예술가 앤디 워홀은 뉴욕에서 익스플로딩 플라스틱 이네비터블을 조직했는데, 이는 벨벳 언더그라운드와 니코의 공연을 배경으로 하는 멀티미디어 행사였고, 깜박이는 조명, 시끄러운 음악, 춤, 그리고 심한 약물 사용이 특징이었다. 사이키델릭 시대에는 해프닝이 반문화의 일반적인 특징이 되었다. 이는 나중에 사랑의 여름으로 알려진 대규모 사회 현상으로 절정에 달했다. "사랑의 여름"이라는 문구는 1980년대 레이브 문화가 시작되면서 "두 번째 사랑의 여름"을 지칭하며 다시 사용되었다. 

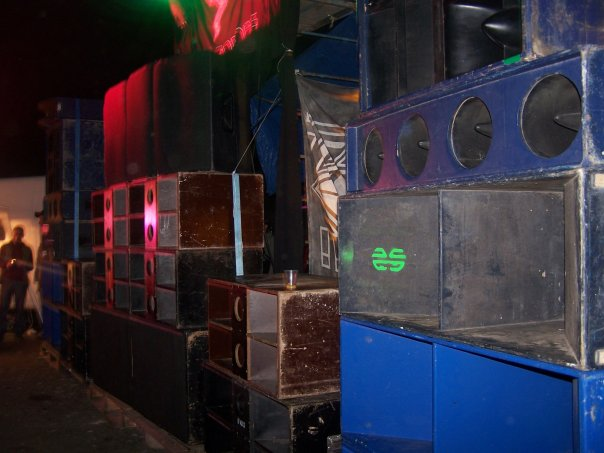
레이브 음향 보강 시스템의 거대한 스피커와 서브우퍼 뱅크

1980년대에 이 단어가 전자 음악과 관련되어 사용될 것을 예고하듯, "레이브"라는 단어는 1960년대 중반 개러지 록 및 사이키델릭 밴드들(특히 야드버즈는 미국에서 《Having a Rave Up》이라는 앨범을 발매했다)의 음악에 대해 흔히 사용되는 용어였다. 이러한 개러지 이벤트 전반에서 파티를 즐기는 것을 대체하는 용어 외에도, "레이브 업(rave-up)"은 음악이 더 빠르고, 더 강렬하며, 강렬한 솔로 또는 통제된 피드백 요소와 함께 연주되는 곡의 끝 부분에 가까운 특정 절정의 순간을 지칭했다. 이는 나중에 1967년 1월 28일 런던의 라운드하우스에서 열린 전자 음악 공연 행사의 제목인 "밀리언 볼트 라이트 앤 사운드 레이브"의 일부가 되었다. 이 행사에는 비틀즈의 폴 매카트니가 이 행사를 위해 만든 실험적인 사운드 콜라주인 전설적인 "카니발 오브 라이트" 녹음이 유일하게 공개되었다.
영국 대중문화가 1963-1966년의 모드 시대에서 1967년 이후의 히피 시대로 급변하면서, 이 용어는 대중적인 사용에서 사라졌다. 노던 솔 운동은 현대 클럽 문화와 2000년대 슈퍼스타 DJ 문화 형성의 중요한 단계로 많은 사람들에게 언급된다. 현대 클럽 문화와 마찬가지로, 노던 솔 DJ들은 다른 곳에서는 들을 수 없는 음악에 대한 대중의 욕구를 충족시킴으로써 팬층을 구축했다. 많은 사람들은 노던 솔이 영국에서 클럽, DJ, 음반 수집가 및 딜러 네트워크를 만드는 데 중요한 역할을 했으며, 클럽 플레이의 강도만으로 영국 차트에서 음반을 판매한 최초의 음악 장면이라고 주장한다.
노던 솔 DJ들이 나중에 그들의 후배들과 공유했던 기술은 대중에게 유포리아와 침체를 일으키기 위해 음반을 배열하는 것이었다; DJ 로렌스 '래리' 프록스턴은 이 방법을 사용하는 것으로 알려져 있었다. 오리지널 노던 솔 운동에 참여했던 DJ 인물들과 그들의 추종자들은 하우스 및 댄스 음악 장면에 중요한 인물이 되었다. 1970년대와 1980년대 초반까지 "레이브"라는 용어는 유행하지 않았다. 한 가지 주목할 만한 예외는 데이비드 보위의 1973년 앨범 《Aladdin Sane》에 수록된 "Drive-In Saturday"라는 곡의 가사에 "It's a crash course for the ravers"라는 구절이 포함되어 있다는 점이다. 그 시대에 이 용어를 사용했다면 "groovy"와 같은 시대에 뒤떨어진 1960년대 어휘의 일부로서 기묘하거나 비꼬는 용어로 인식되었을 것이다.
"레이브"라는 단어의 인식은 1980년대 후반에 자메이카에서 이 용어의 사용에 영감을 받아 새로운 청년 문화에 의해 부활하고 채택되면서 다시 바뀌었다.

### 애시드 하우스 (1980년대)

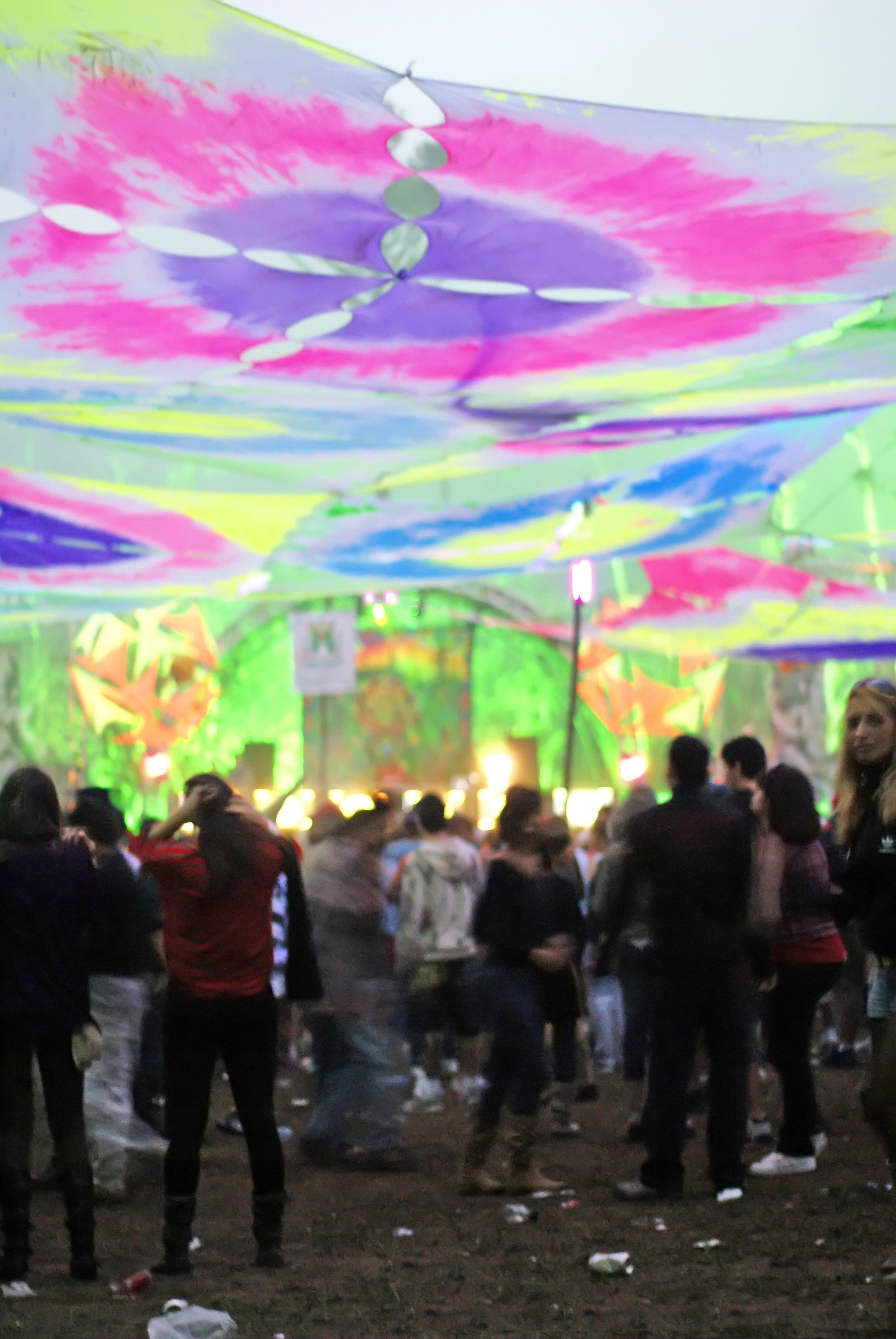
레이브 - 주이스 지 포라 - MG, 많은 레이브에서 흔히 볼 수 있는 밝은 사이키델릭 테마가 특징이다.

1980년대 중반에서 후반에 걸쳐, 미국 시카고 지역의 애시드 하우스 음악 파티에서 애시드 하우스 음악을 비롯한 사이키델릭 및 기타 일렉트로닉 댄스 뮤직의 물결이 나타났다. 시카고의 애시드 하우스 아티스트들이 해외에서 성공을 거두기 시작하면서, 애시드 하우스는 맨체스터의 클럽, 창고, 무료 파티에서 1980년대 중반에 처음 퍼져나갔고, 그 후 런던으로 확산되었다. 1980년대 후반에는 "레이브"라는 단어가 애시드 하우스 운동에서 파생된 하위문화를 묘사하는 데 채택되었다. 이 활동들은 영국, 이탈리아, 그리스, 아일랜드, 독일 젊은이들이 휴가를 보내며 레이브와 댄스 파티를 즐겼던 스페인의 지중해 섬 이비사섬의 파티 분위기와 관련이 있었다.

### 성장 (1990년대–현재)
1990년대에 들어서면서 애시드, 브레이크비트 하드코어, 하드코어, 해피 하드코어, 개버, 드럼 앤 베이스, 포스트 인더스트리얼 및 일렉트로니카와 같은 장르들이 크고 작은 레이브에서 모두 선보여졌다. 수천 명(이전 웨어하우스 파티에 왔던 4,000명 대신 최대 25,000명)이 참여하는 주류 행사도 있었다. 애시드 하우스 음악 파티는 1989년 여름, 제네시스 P-오리지가 텔레비전 인터뷰에서 "레이브 파티"로 처음 재브랜딩되었지만, 레이브의 분위기는 1990년대 초반이 되어서야 완전히 형성되었다. 1990년에는 베를린, 밀라노, 파트라와 같은 여러 도시의 지하실, 창고, 숲에서 레이브가 "언더그라운드"로 열렸다.
영국 정치인들은 새롭게 떠오르는 레이브 파티 트렌드에 적대적으로 반응했다. 정치인들은 레이브에 반대 목소리를 내고 무허가 파티를 개최한 주최자들에게 벌금을 부과하기 시작했다. 이러한 종종 무허가 파티에 대한 경찰의 단속은 레이브 신을 시골로 몰아냈다. "레이브"라는 단어는 런던과 홈 카운티를 둘러싸는 새로운 M25 런던 순환 고속도로에 의해 연결된 다양한 장소에서 발생하는 일반적인 반자발적인 주말 파티를 묘사하기 위해 영국에서 어떻게든 유행하기 시작했다. 이것이 오비탈에게 이름을 부여했다. 이들은 런던의 이전 창고 및 산업 단지부터 시골의 들판과 컨트리 클럽에 이르기까지 다양했다.

## 특징

### 음악

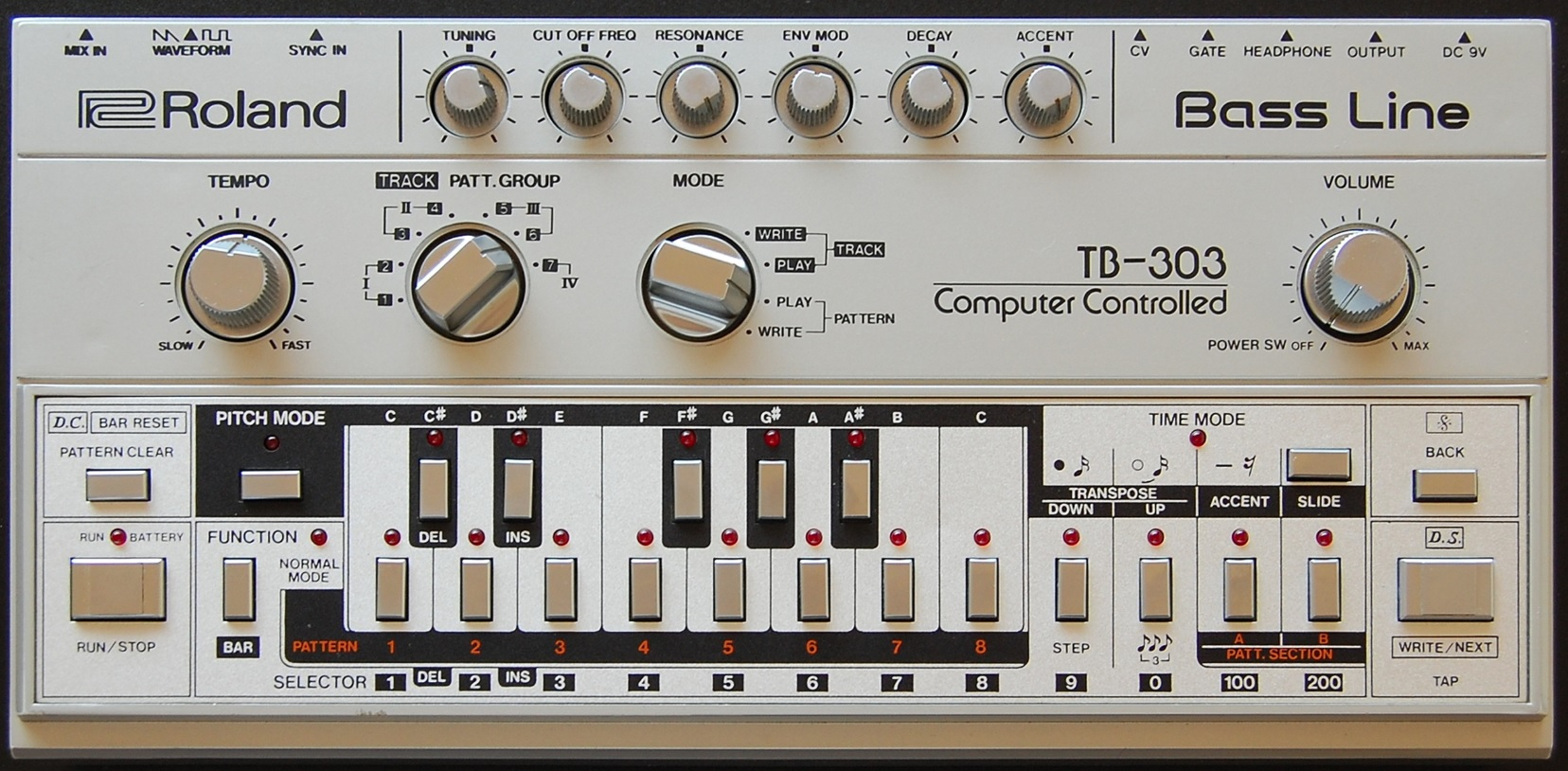
롤랜드 TB-303은 애시드 하우스 음악에 사용되는 신시사이저이다.

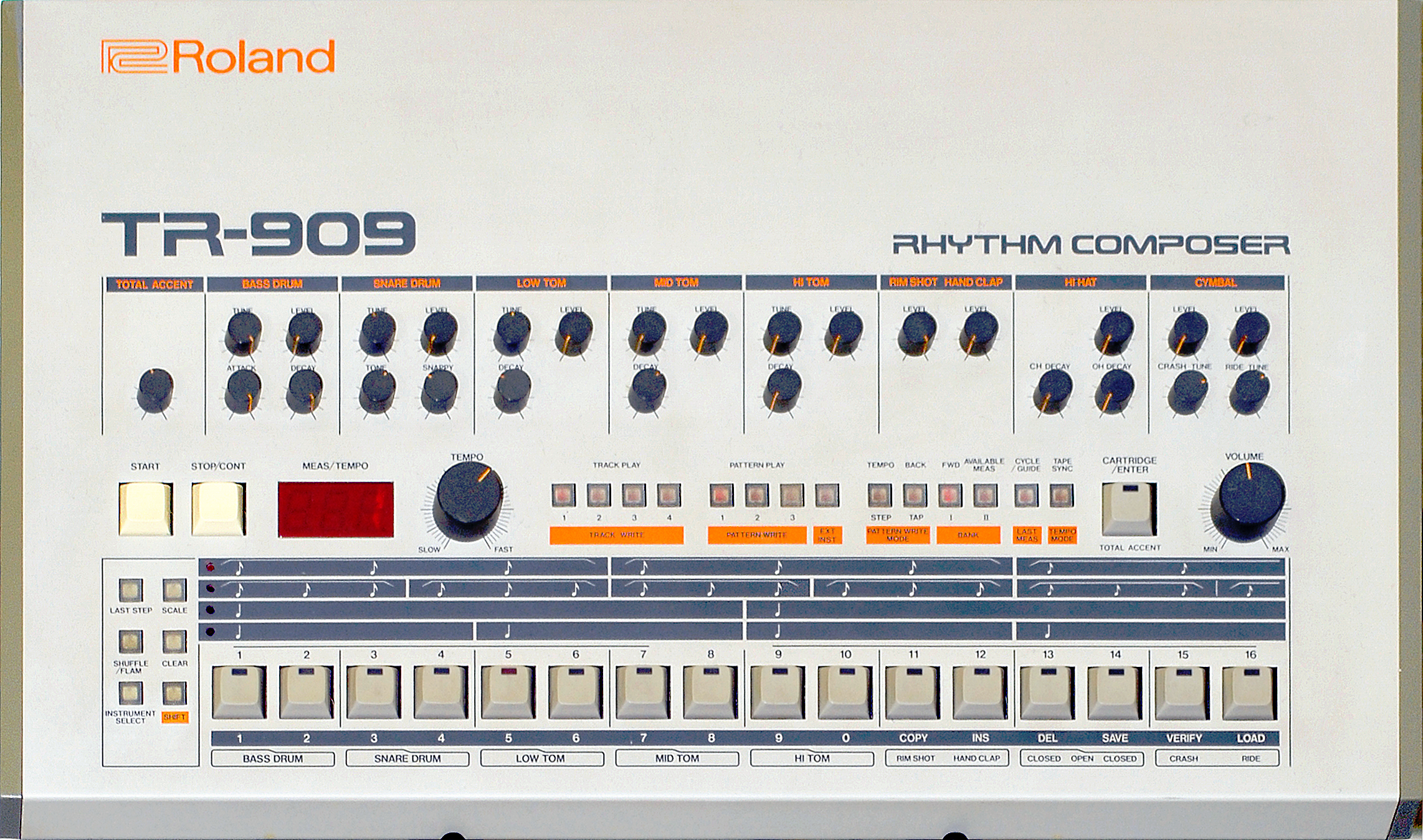
롤랜드 TR-909는 테크노, 하우스 및 기타 여러 장르에서 사용되는 드럼 머신이다.

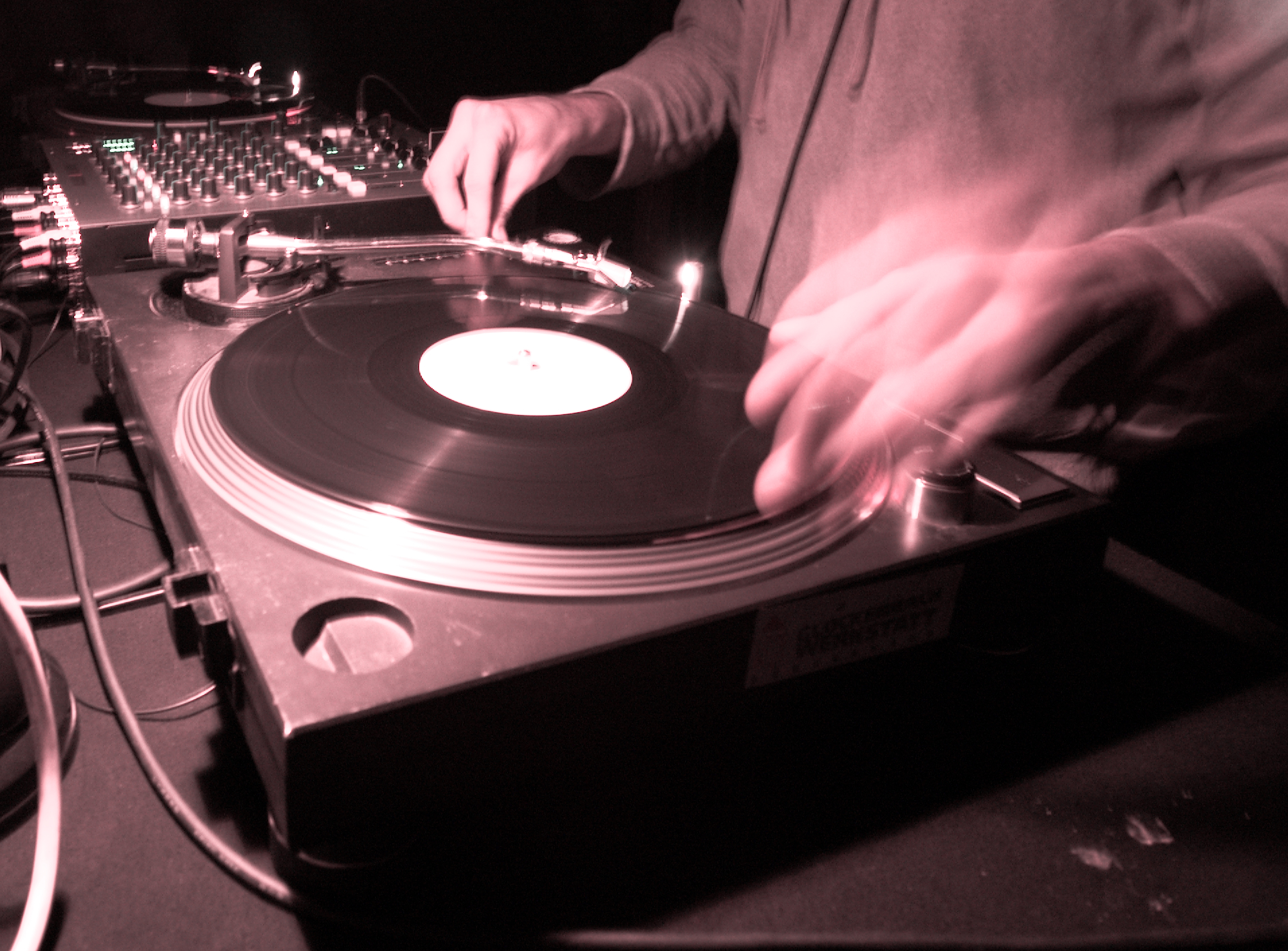
레이브 음악은 일반적으로 믹서와 턴테이블 또는 CDJ를 사용하여 DJ 믹스 세트로 연주된다.

레이브 음악은 1980년대 후반/1990년대 초반의 하우스, 뉴 비트, 브레이크비트, 애시드 하우스, 테크노 및 하드코어 테크노 장르를 지칭할 수 있으며, 이들은 레이브 파티에서 처음 연주된 음악 장르이다. 또는 레이브에서 연주될 수 있는 다른 일렉트로닉 댄스 뮤직 (EDM) 장르를 지칭할 수도 있다.
"레이브"라는 장르는 초기 레이버들에게는 하드코어(다른 "하드코어" 음악 장르와 혼동하지 말 것)라고도 불렸으며, 1980년대 후반 영국 "애시드" 운동 중 창고 파티 및 기타 언더그라운드 장소, 그리고 영국 해적 라디오 방송국에서 처음 나타났다. 1990년대 초반에 "레이브"라고 불렸던 또 다른 장르는 뉴 비트에서 파생된 벨기에 하드코어 테크노 음악으로, 테크노가 벨기에 EDM 신의 주요 스타일이 되었을 때 등장했다.
"레이브" 장르는 올드스쿨 하드코어로 발전했으며, 이는 드럼 앤 베이스, 2-스텝, 해피 하드코어와 같은 새로운 형태의 레이브 음악과 개버, 하드스타일과 같은 다른 하드코어 테크노 장르로 이어졌다.
레이브 음악은 일반적으로 DJ 믹스 세트로 연주되지만, 라이브 공연도 드물지 않다.
음악 스타일은 다음과 같다:
- 브레이크비트: 브레이크비트 음악(또는 줄여서 브레이크)은 브레이크비트를 사용하는 모든 형태의 레이브 음악을 지칭하며, 이는 브레이크비트 하드코어부터 누 스쿨 브레이크까지 다양하며, 하드스텝 및 브레이크코어와 같은 장르는 하드코어 테크노 사운드와 교차한다. 하우스와 트랜스의 퓨전도 존재하지만, 드럼 앤 베이스는 레이브 파티에서 가장 인기 있는 브레이크비트 형태이다.
- 드럼 앤 베이스: 드럼 앤 베이스 음악은 브레이크비트라고 불리는 네 가지 중요한 음표의 매우 특정한 사운드를 가진 음악 장르를 지칭하며, 이는 곡의 베이스라인 역할을 한다. 이것이 대부분의 드럼 앤 베이스 곡이 170-176 BPM, 가장 자주 174 BPM을 사용하는 이유이다. 드럼 앤 베이스는 여러 대규모 하위 장르를 포함하며, 레이브에서 자주 연주되는 장르로는 리퀴드(조화로운 보컬, 덜 공격적인 베이스 드롭 및 감성적인 분위기로 유명함), 클래식 댄스플로어(활기차고 전반적으로 긍정적인 파티 음악, 때로는 인기곡의 드럼 앤 베이스 리믹스), 점프 업(덜 복잡한 비트, 때로는 기계적인 사운드를 사용하여 더 무거운 음악을 즐기는 사람들을 위해 증폭됨) 및 뉴로펑크(무겁고 어두운 드럼 앤 베이스의 거의 공상 과학 같은 하위 장르로, 잘 알려진 샘플이나 전통적인 음악 멜로디를 거의 사용하지 않음)가 있다.
- 일렉트로: 일렉트로와 테크노는 주로 사이키델릭 사운드를 특징으로 하는 두 가지 장르이며, 현대 용어 사용에 있어서 "레이브 음악"이라는 용어를 사용하는 가장 초기 형태의 일렉트로닉 댄스 음악 장르로 널리 간주된다. 테크노는 때때로 하우스 음악과 경계를 넘나들며, 이로 인해 트랜스와 애시드 테크노와 같은 장르가 탄생했다. 마이애미 베이스와 크렁크는 때때로 "일렉트로"에 포함된다.
- 프리 테크노: 이 일렉트로닉 음악 스타일은 1990년대 초반에 시작되었으며, 주로 스파이럴 트라이브, 데저트 스톰, 헤카테, 헤레티크와 같은 사운드 시스템이 주최하는 불법 파티, 즉 창고, 폐기된 건물, 심지어 테크니컬이라고 불리는 불법 야외 축제에서 연주되었다. 다양한 다른 장르에서 영감을 얻었으며, 주로 빠른 비트, 170/200 bpm, 애시드 베이스라인, 멘탈 사운드, 그리고 영화, 인기곡 또는 기타 다양한 미디어 소스에서 가져온 샘플에 중점을 둔다.
- 그콤: 테크노와 브로큰 비트에 강한 영향을 받은 그콤 음악은 다양한 리듬 패턴, 하위 장르 및 스타일을 특징으로 한다. 드론 사운드를 통합하여 최면적이거나 트랜스 같은 효과를 만들어낸다. 택시 킥은 일부 음반 프로듀서에 의해 특히 불법 레이브를 위해 맞춤 제작되기도 한다.[32][33]
- 하드코어 테크노: 레이브 장르의 영향을 받은 모든 하드 댄스 장르로, 일반적으로 왜곡된 킥 드럼과 4/4 리듬을 특징으로 한다. 해피 하드코어는 네덜란드 하드코어 사운드를 유로댄스 및 버블검 팝과 혼합했으며, 이 장르(줄여서 "해피코어"라고도 불림)는 피치 업된 보컬과 덜 왜곡된 4/4 비트를 특징으로 한다. 트랜스코어도 존재하며, 해피 하드코어와 트랜스 음악의 보컬이 덜한 퓨전이지만, 하드스타일은 하드코어 사운드를 유지하므로 트랜스/하드코어 장르의 더 순수한 형태이다.
- 하우스 음악: 하우스 음악, 특히 애시드 하우스는 두 번째 사랑의 여름 동안 가장 초기의 레이브에서 연주된 최초의 음악 장르이다. 하우스는 1980년대 시카고의 아프리카계 미국인과 라틴계 디스코 신에서 시작된 일렉트로닉 댄스 뮤직 장르이다.[34] 하우스 음악은 모든 비트에 일정한 큰북, 전자 드럼 머신 하이햇, 신시사이저 베이스라인을 사용한다. 하우스 음악에는 많은 하위 장르가 있으며(아래 참조), 일부는 다른 장르보다 레이브에서 연주하기에 더 적합하다. 영국에서는 UK 펑키, 스피드 개러지, 덥스텝과 같은 하위 장르가 개러지 하우스에서 파생되었다. 많은 "팝 하우스" 클럽 음악 프로듀서들이 스스로를 "하우스 음악"으로 브랜딩했지만, 레이브 문화에서는 팝 하우스가 하우스의 하위 장르로 간주되어야 하는지에 대해 종종 논란이 있다. "레이브 하우스"는 1993-1999년 레이브 신에서 일반적으로 연주되었던 하우스 스타일에서 유래한 하우스 음악의 하위 장르 레이블이다. 이는 하우스 음악 또는 트랜스 음악 신을 특별히 따르지 않는 일반 대중이 특정 하우스 음반을 "레이브 음악"으로 식별할 때 사용하는 느슨한 용어이다. 이는 일반적으로 프로그레시브 하우스, 하드 하우스 또는 트랜스 하우스 스타일(종종 가사가 없는 기악곡)을 대규모 레이브에서 연주될 것이라고 상상하는 것을 식별한다.
- 인더스트리얼 댄스: 인더스트리얼은 고스/록/펑크 관련 장르이다. 이 장르 자체는 일반적으로 레이브 음악으로 간주되지 않지만, 종종 레이브 음악 장르와 융합된다. 인더스트리얼은 레이브 음악에서 발견되는 많은 사운드의 기원이다. "애시드"와 같이 현재 레이브 음악에서 인기 있는 사운드를 음악적 배경으로 사용한 최초의 장르 중 하나이다. 인더스트리얼 음악 팬들은 일반적으로 리벳헤드로 간주되며 스스로를 레이버라고 부르지 않는 경향이 있다.
- 트랜스 음악: 트랜스 음악은 가장 인기 있는 현대적인 형태로, 1980년대 후반 애시드 하우스 운동과 레이브 신에서 유래한 하우스 음악의 파생 장르이다. 트랜스 음악의 역사는 복잡하며, 여러 세대의 청취자와 음악가들이 이 장르에 영향을 미쳤다. "트랜스"라는 용어는 초기 레이브 시절(1990-1994)에 "프로그레시브 하우스"와 상호 교환적으로 사용되었다(그리고 오늘날까지도 많은 사람들에게 그렇게 사용된다).

때때로 칠아웃 음악이라고 불리는 다운템포 및 덜 댄스 지향적인 스타일은 레이브 "칠아웃" 방이나 느린 전자 음악을 연주하는 레이브에서 들을 수 있다.
- 앰비언트, 미니멀리스트 및 컴퓨터 음악 – 브라이언 이노, 마이크 올드필드, 해럴드 버드, ATB, 오브, 바이오스피어
- 덥스텝 및 브레이크스텝 – 마그네틱 맨, 에스모, 베리얼
- 일렉트로, 글리치, 테크노, 익스페리멘탈 힙합 및 인더스트리얼 힙합 – 플라잉 로터스, 후안 앳킨스, 마스, 도플레르에펙트, 이집션 러버, 아프리카 밤바타, 테크노 애니멀, 콜드컷, 글리치 몹, 크라프트베르크
- 그콤 테크, 스구부 및 3-스텝 – DJ 티라, 미스터 델라
- IDM – 에이펙스 트윈, 오테커 및 보즈 오브 캐나다
- UK 개러지 및 그라임 – 토드 에드워즈, 그랜트 넬슨, 선십, 우키, 소 솔리드 크루, 롤 딥, 디지 래스컬, 와일리, 플라스티션

### 장소

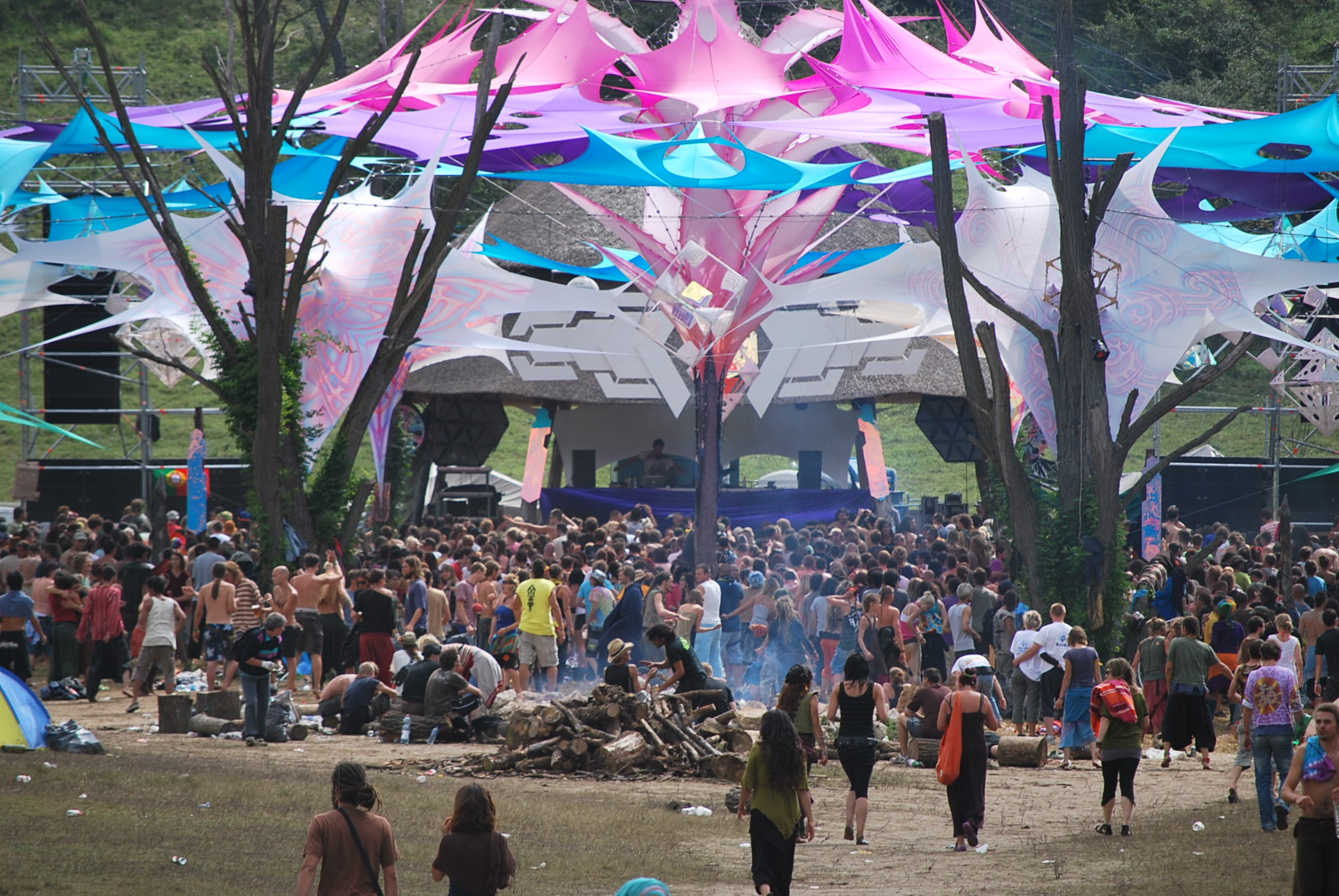
2010년 헝가리에서 열린 레이브, 환상적인 테마 요소들을 보여준다.

레이브는 역사적으로 풀뿌리 조직, 반체제적이고 무허가적인 밤샘 댄스 파티를 의미했다. 레이브 신이 상업화되기 전, 대규모 합법적 장소가 이러한 행사의 표준이 되기 전에는 레이브의 위치는 행사 당일까지 비밀로 유지되었으며, 일반적으로 응답기 메시지, 모바일 메시징, 비밀 전단지 및 웹사이트를 통해 전달되었다. 경찰의 개입을 피하기 위해 필요한 이러한 수준의 비밀 유지, 그리고 불법 약물 사용으로 인해 레이버들은 한 번에 10시간 동안 머무를 수 있는 장소를 사용할 수 있었다. 이는 일탈감과 사회 통제로부터의 벗어남을 촉진했다. 2000년대에도 이러한 수준의 비밀 유지는 언더그라운드 레이브 신에서 여전히 존재한다. 그러나 "애프터 아워" 클럽과 대규모 야외 행사는 유사한 유형의 대체 분위기를 조성하지만, 소품 및 장식과 같은 활기찬 시각 효과에 훨씬 더 중점을 둔다. 최근 몇 년 동안, 대규모 상업 행사는 매년 동일한 장소에서 유사한 반복되는 테마로 개최된다. 일렉트릭 데이지 카니발 및 투모로랜드와 같은 행사는 일반적으로 대규모 인원을 수용하는 동일한 장소에서 개최된다.
일부 레이브는 이교 상징을 사용한다. 현대의 레이브 장소는 레이버를 환상적인 세계에 몰입시키려고 시도한다. 원주민 이미지와 영성은 레이브 윤리의 특징이 될 수 있다. 뉴 문(New Moon)과 게이트웨이(Gateway) 집단 모두에서 "이교 제단이 세워지고, 원시 문화의 신성한 이미지가 벽을 장식하며, 턴테이블과 댄스 플로어에서 정화 의식이 거행된다." 이러한 유형의 공간 전략은 레이브 경험의 필수적인 부분인데, 이는 레이버가 몰입할 초기 "분위기"를 설정하기 때문이다. 이른바 "분위기"는 환경이 묘사하는 또는 내재된 에너지의 매력과 수용성을 나타내는 레이버 윤리의 개념이다. 풍경은 이교 의식에서와 마찬가지로 레이브 구성의 필수적인 특징이다. 예를 들어, 뉴믹 고스트 댄서 의식은 강력한 자연 에너지 흐름을 가진다고 여겨지는 특정 지리적 장소에서 개최되었다. 이 장소들은 나중에 리듬 댄스에 표현되어 더 높은 수준의 연결성을 달성했다.
바이런베이의 폴스 페스티벌은 세탁실의 세탁기 뒤에 숨겨진 레이브 파티를 특징으로 한다.

#### 유명 장소
다음은 레이브 하위문화와 관련된 장소의 불완전한 목록이다.
- 아시아:
  - 아게하, 일본
  - 주크, 싱가포르 및 쿠알라룸푸르
  - 서머지, 인도
  - 웸, 일본

##### 유럽
- 벨기에:
  - 보카치오
  - 카페 단베르
  - 콤파스 클럽
- 크로아티아:
  - 파파야 클럽
  - 부갈루 클럽
- 잉글랜드:
  - 엔젤스 (1989–96)
  - 아스토리아
  - 배글리스 (후에 캔버스) (1991–2007)
  - 크림 (1992–2015)
  - 에핑 포레스트 컨트리 클럽
  - 패브릭 (1999–현재)
  - 캠든 팰리스 (1982–2004)
  - 게이트크래셔 원 (1996–2007)
  - 고츠키친 (1996)
  - 헤븐 (1979–현재)
  - 홈 (1998–2001)
  - 코코 (2004–현재)
  - 콘스피러시 (1989–90)
  - 래버린스 (1990–1998)
  - 라코타 (1990–현재)
  - 미니스트리 오브 사운드 (1991–현재)
  - 민트 클럽 (1998–2019)
  - 매터
  - 메가트리폴리스 (1993–96)
  - 팝씬
  - 쿼드런트 파크 (1988–91)
  - 르네상스 (1992)
  - 생츄어리 뮤직 아레나 (1991–2004)
  - 생키스 (1994–현재)
  - 셸리 레이저돔 (1989–1995)
  - 슘 (1987–1990)[41]
  - 스턴스 나이트클럽 (1991–1998)
  - 디 아카데미 (1990–2006)
  - 디 이클립스 (후에 엣지) (1990–1994)
  - 디 엔드 (1995–2009)
  - 디 프리즈 (1981–2010)
  - 하시엔다 (1982–1997)
  - 더 재프 (1984–2005)
  - 선더돔 (1989–90)
  - 트레이드 (1990–2008)
  - 턴밀스 (1990–2008)
  - 베이그 (클럽) (1993–1996)
- 프랑스:
  - 르 팔라스
  - 르 퀸
- 독일:
  - 바발루 클럽 (1990–1994)
  - 베르크하인 (2004–현재)
  - 벙커 (1992–1996)
  - 도리안 그레이 (1978–2000)
  - E-베르크 (1993–1997)
  - 킷캣클럽 (1994–현재)
  - KW – 다스 하이츠크라프트베르크 (1996–2003)
  - 나트라지 템플 (1996–2008)
  - 오멘 (프랑크푸르트 암 마인)([[:de:{{{3}}}|독일어판]]) (1988–1998)
  - 팔라초 (빙엔)([[:de:{{{3}}}|독일어판]]) (1989–2003)
  - 슈탐하임 (디스코텍)([[:de:{{{3}}}|독일어판]]) (1994–2002)
  - 트레조르 (1991–현재)
  - U60311([[:de:{{{3}}}|독일어판]]) (1998–2012)
  - Ufo (1988–1990)
  - 울트라샬 (1994–2003)
- 조지아:
  - 바시아니 (2014–현재)
  - 키디
  - 므트크바르제 (2012–현재)
- 아일랜드:
  - 헨리 경
- 네덜란드:
  - iT (1989–2004)
  - RoXY([[:nl:{{{3}}}|네덜란드어판]]) (1987–1999)
  - Parkzicht([[:nl:{{{3}}}|네덜란드어판]]) (1990–1997)
- 폴란드:
  - Ekwador(폴란드어판) (1998–2014, 2015–현재)
- 루마니아:
  - 게스트하우스 (1998–2014, 2015–현재)
- 러시아:
  - 콰드로 (1995–2004)
- 스코틀랜드:
  - 아치스 (1991–2015)
  - 헹거 13 (1993–95)[42]
  - 서브 클럽 (1987–현재)
  - 터널 (1990–2014)
- 슬로바키아:
  - 서브클럽
- 슬로베니아:
  - 암바사다 가비올리
- 스페인:
  - 아미니지아 (1976–현재)
  - 크림 이비사
  - DC10
  - 파차 그룹 (1967–현재)
  - 프리빌리지 이비사 (1978–현재)
  - 생키스
  - 스페이스 이비사 (1986–2016)
  - 파브릭 (2003–현재)
- 스웨덴:
  - 독랜드 (1995–2002)
- 그리스:
  - 카보 파라디소 클럽 미코노스 (1993–현재)

##### 중동
- 이집트:
  - 스페이스 샤름
- 이스라엘:
  - 하오만 17
- 레바논:
  - B 018

##### 북미
- 캐나다:
  - 23 홉 (1990–1995)
  - 인더스트리 나이트클럽 (1996–2000)[43]
  - 스테레오 나이트클럽
  - 시스템 사운드바 (1999–2005)[44]
  - 더 컴포트 존 (1996–2017)[45]
  - 더 구버넌트 (1996–2015)
  - 터보 나이트클럽 (2000–2003)[46]
- 멕시코:
  - 매직 서커스
- 미국:
  - 아즈/비챔 극장 (1988–1994)
  - 카타콤 나이트클럽 필라델피아 (1978–1986)
  - 클럽 글로우
  - 클럽 잔지바르 (1979–1993)
  - 마스터돔 (1996–2001)
  - 파라다이스 개러지 (1977–1987)
  - 더 세인트 (1980–1988)
  - 슐러타운 (페이어트빌, 아칸소주) (1994–2000)
  - 터널 (1986–2001)
  - 웨어하우스 (1977–1987)

##### 오세아니아
- 오스트레일리아:
  - 클럽 필터 멜버른
  - 홈 (나이트클럽 체인)
  - 맨션 나이트클럽
  - 헬파이어 나이트클럽
- 뉴질랜드:
  - 팔라디움 나이트클럽

### 춤

멜버른 셔플의 T-스텝

집단 행사에 참여하는 감각은 레이브 음악의 주요 매력 중 하나이며, 박동하는 비트에 맞춰 춤추는 것은 즉각적인 배출구이다. 레이빙 그 자체는 정해진 움직임이 없고 춤이 무작위로 연주되는 교육 과정 없는 춤으로, 댄서들은 음악, 기분, 다른 사람들의 춤을 보면서 즉각적인 영감을 얻는다. 따라서 일렉트로닉, 레이브, 클럽 댄스는 포스트-인터넷 댄스라고도 불리며, 전자 음악 문화와 함께 발전한 스트리트댄스 스타일을 말한다.
이러한 춤들이 공유하는 공통적인 특징은 전 세계의 클럽, 레이브, 음악 축제에서 다양한 연도에 시작되었다는 점과, 유튜브 및 기타 소셜 미디어가 인기를 얻기 시작하면서(약 2006년경) 레이브 동영상을 통해 이러한 춤들이 대중화되기 시작했다는 점이다.
- 하켄
- 멜버른 셔플
- 글로빙
- 글로우스티킹
- 점프스타일
- 일렉트로 댄스
- 리볼레이션

### 의상
1980년대 후반 이래로 레이브 패션은 새로운 레이버 세대마다 끊임없이 진화해 왔다. 많은 레이브 패션 트렌드가 국제적으로 나타났지만, 지역별, 장면별로 개별적인 발전도 있었다.
초기 레이브 파티에서는 종종 의상 같은 옷과 신호색의 옷차림, 예를 들어 보호복, 안전 조끼, 방진 및 방독면을 착용하고 진공청소기나 사이버펑크에서 영감을 받은 고글과 같은 액세서리를 결합했다. "평화, 사랑, 통합"과 스마일리 티셔츠와 같은 슬로건이 있는 의상은 1980년대 애시드 하우스 운동과 함께 처음 등장했다. 초기 레이브 신의 다른 인기 있는 주제는 플라스틱 미학, 다양한 페티시 스타일, DIY, 1970년대, 중고 의류, 레트로 스포츠웨어(아디다스 트레이닝복 등), 섹스(많은 피부 노출과 나체, 예를 들어 투명 또는 크롭 탑 착용), 전쟁(예: 전투화 또는 위장 바지 형태), 그리고 공상 과학이었다.
1990년대의 흔한 패션 스타일은 몸에 꼭 맞는 나일론 셔츠, 타이트한 나일론 누비 조끼, 나팔바지, 네오프렌 재킷, 스터드 벨트, 플랫폼 슈즈, 플로카티 모피로 만든 재킷, 스카프, 가방, 플러피 부츠와 팻 팬츠였으며, 종종 밝고 네온 색상이었다. 또한 화려한 색상의 머리, 드레드록스, 문신, 피어싱도 레이버들 사이에서 유행했다. 널리 퍼진 액세서리로는 손목 밴드와 목걸이, 호루라기, 인공 젖꼭지, 흰 장갑, 형광봉, 깃털 보아, 오버사이즈 선글라스, 트럭 방수포로 만든 음반 가방 등이 있었다. 1990년대 초반에 이것으로부터 첫 번째 상업적 레이브 패션 트렌드가 발전했으며, 이는 패션 산업에 의해 빠르게 채택되어 클럽웨어라는 용어로 판매되었다. 레이브 문화의 다양한 하위 장면에서도 다양한 드레스 코드가 발전했다. 예를 들어, 전형적인 개버 또는 사이키델릭 트랜스 레이버는 "일반적인" 레이버와 상당히 다르게 옷을 입었지만, 공통적인 기본 특징은 여전히 인식 가능했다.
2000년대 이후, 레이브 문화의 의상 스타일은 그 추종자들과 마찬가지로 이질적이다. 특히 북미에서는 레이브 패션이 여전히 화려한 의상과 액세서리로 특징지어지며, 가장 눈에 띄는 것은 자외선 아래에서 형광을 발하는 "칸디" 장신구이다. 이들은 레이버에게 고유한 단어나 구절을 포함하며, "PLUR"(Peace, Love, Unity, Respect)을 사용하여 서로 거래할 수 있다. 이 스타일의 의상은 다시 패션 산업에 의해 채택되어 "레이브 패션" 또는 "페스티벌 패션"으로 판매되었으며, 이제는 행사에 따라 독특한 스타일을 만들기 위한 모든 종류의 액세서리를 포함한다. 이와 대조적으로, 2000년대 베르크하인과 같은 베를린 테크노 클럽에서 시작된 엄격하게 검은색 스타일은 다크 신에서 부분적으로 차용되어 테크노 신의 일부에서 확립되었다. 센세이션과 같은 특정 레이브 행사도 엄격한 미니멀리즘 드레스 정책을 가지고 있으며, 모두 흰색 또는 검은색 의상을 착용한다.

### 라이트 쇼
일부 레이버는 글로우스티킹, 글로우스트링잉, 글로빙, 라이트쇼라고 불리는 네 가지 조명 중심 춤 중 하나에 참여한다. 네 가지 유형의 조명 중심 춤 중에서 특히 글로빙은 레이브 문화를 훨씬 뛰어넘어 발전했다. 다른 유형의 조명 관련 춤으로는 LED 조명, 플래시 조명, 깜박이는 스트로브 조명이 있다. LED는 다양한 설정으로 다양한 색상으로 제공된다.
글로빙은 지난 몇 년 동안 2010년대 초반에 기하급수적으로 성장한 별도의 춤 형태로 발전했다. 글로버는 손가락과 손을 사용하여 음악의 비트에 맞춰 움직인다. 그리고 색상을 사용하여 패턴을 만들고 장갑의 조명에 다양한 속도 설정을 적용한다. 이러한 구성 요소는 글로버 아티스트에게 그들의 라이트 쇼를 통해 관객을 매료시키는 다양한 방법을 제공한다. 조명 사용은 사람들이 노래 중이나 콘서트 자체에서 반응하는 방식을 향상시킬 수 있다. 그 이후로 이 문화는 10대 초반의 어린이부터 대학생까지 모든 연령대로 확장되었다. 전통적인 레이브 조명은 현재 제한적이지만, 많은 상점에서는 다양한 색상과 모드를 가진 더 새롭고 밝고 발전된 버전의 조명을 개발했다. 모드에는 단색, 스트리본, 스트로브, 돕스, 하이퍼 플래시 및 기타 변형이 포함된다.

### 약물 사용
레이버들이 1970년대 디스코 하위문화의 다양한 요소들을 활용하면서, DJ가 믹싱한 댄스 음악을 중심으로 그들만의 장면을 만들었을 뿐만 아니라, 큰 소리의 음악에 맞춰 춤추는 "감각 경험을 향상시키기 위해" 클럽 약물을 사용하는 것에 대한 긍정적인 태도도 계승했다. 레이버들이 추구하는 "엑스터시"(메틸렌디옥시메스암페타민의 속어와 혼동하지 말 것)라는 정신 상태는 "장소와 음악과 같은 다른 요소들과 자아가 조화를 이룰 때 나타나는 결과이며, 물질적인 것과 그렇지 않은 것을 구별할 수 없는 '하나의 상태'에 진입하여 모든 것이 조화롭게 어우러져 독특한 순간을 이루는 상태"라고 묘사되었다.
하지만 디스코 댄서들과 레이버들은 다른 약물을 선호했다. 1970년대 디스코 신 구성원들은 코카인과 중추신경억제제/진정제인 퀄루드를 선호했지만, 레이버들은 MDMA, 2C-B, 암페타민, 그리고 다른 알약들을 선호했다. FBI에 따르면, 레이브는 클럽 약물이 유통되는 가장 인기 있는 장소 중 하나이며, 따라서 약물 하위문화가 두드러진다. 클럽 약물에는 MDMA(일반적으로 "엑스터시", "E" 또는 "몰리"로 알려짐), 2C-B(일반적으로 "넥서스"로 알려짐), 암페타민(일반적으로 "스피드"로 불림), GHB(일반적으로 "판타지" 또는 "액체 E"로 불림), 코카인(일반적으로 "코크"로 불림), DMT, LSD(일반적으로 "루시" 또는 "애시드"로 불림)가 포함된다.
"푸퍼스"는 알킬 나이트라이트(가장 잘 알려진 것은 아밀 나이트라이트)의 속어로, 그들의 중독성 효과, 특히 "러쉬" 또는 "하이"를 유발하기 위해 흡입된다. 나이트라이트는 원래 작은 유리 캡슐 형태로 나왔으며, 캡슐을 터뜨려 사용하는 방식 때문에 "푸퍼스"라는 별명을 얻었다. 이 약물은 미국에서 1970년대 디스코/클럽 신에서 처음 인기를 얻었으며, 그 후 1980년대와 1990년대에 댄스 및 레이브 장소에서 유행했다. 2000년대에는 페네틸아민과 같은 합성 2C-I, 2C-B, DOB가 그들의 자극적이고 환각적인 특성(그리고 MDMA와의 화학적 관계) 때문에 클럽 약물로 불렸다. 2012년 말에는 사이키델릭 2C-X 약물의 파생물인 NBOMe와 특히 25I-NBOMe가 유럽의 레이브에서 흔해졌다. 미국에서는 일부 법집행 기관이 이 하위문화를 약물 중심 문화로 규정했는데, 레이브 참가자들이 대마초, 2C-B, DMT와 같은 약물을 사용하는 것으로 알려졌기 때문이다.
2000년대 초부터 의료 전문가들은 서구 청소년 및 젊은 성인 사이에서 레이브 문화와 관련된 술 및 클럽 약물(예: MDMA, 코카인, 로히프놀, GHB, 케타민, PCP, LSD, 메스암페타민) 소비 증가 문제를 인지하고 다루어왔다. 연구에 따르면 청소년은 젊은 성인보다 여러 약물을 사용할 가능성이 높으며, 클럽 약물 소비는 범죄 행동 및 최근의 알코올 남용 또는 의존과 밀접하게 관련되어 있다. 2007년 5월, 유엔 마약 범죄 사무소 사무총장 안토니오 마리아 코스타는 레이브에서의 약물 사용에 대한 대응책으로 고속도로에서의 약물 검사를 옹호했다.
레이브 문화와 약물 사용의 연관성에 대한 논란, 도덕적 공황, 법집행 기관의 관심은 레이브, 콘서트, 축제에서의 약물 과다 복용(특히 MDMA) 보고서 때문일 수 있다.

## 국가별 역사

### 벨기에
벨기에의 레이브 신과 사운드는 1980년대 후반 벨기에 EBM 및 뉴 비트 신에 뿌리를 두고 있다.
원래 DJ들이 게이 하이-NRG 45rpm 레코드를 33rpm으로 느리게 틀어 트랜스 댄스 그루브를 만들면서 시작된 뉴 비트는 1990년대에 테크노 레코드를 원래 속도 또는 심지어 약간 가속하여 틀면서 하드코어 테크노의 토착 형태로 발전했다. 이 새로운 하드코어 스타일은 유럽 레이브 서킷 전체로 퍼져나가 팝 차트에까지 진입했다.
브루클린의 DJ이자 프로듀서인 조이 벨트람이 레나트 판데파펠리에르가 운영하는 R&S 레코드에 기여한 음악은 상징적인 벨기에 테크노 사운드와 애국가 발전에 중요한 역할을 했다.

### 캐나다
엑소더스 프로덕션은 캐나다에서 리치먼드 스트리트 웨스트 318번지에 위치한 23 홉(23 Hop)이라는 창고 공간에서 정기적으로 레이브 스타일 행사를 개최한 최초의 제작 회사였다. 첫 번째 파티는 1991년 8월 31일에 열렸다. 여러 제작 회사들이 빠르게 뒤를 따랐고, 레이브 신은 곧 23 홉을 초기 발판으로 삼아 거대한 신으로 폭발적으로 성장했으며, 1995년에 폐쇄될 때까지 이어졌다. 다큐멘터리 영화 《23 홉의 전설》은 엑소더스의 초기 단계와 유사하게 모델링된 제작 회사들을 조명했다. 23 홉에서 공연한 유명 DJ로는 모비, 마크 올리버, 디노 & 테리, 숀 L., 닥터 노, 말리크 X, DJ 러프넥, 정글 PhD, 케니 글래스고, 매트 C, 존 E, 대니 헨리, 데이비드 크룩 등이 있었다.
2001년 앨버타주 캘거리는 캐나다에서 레이브 관련 조례를 통과시킨 최초의 주요 지방자치단체가 되었다. 이 조례의 목적은 레이브가 참가자들에게 안전하고 인접 지역에 부당한 방해가 되지 않도록 하는 것이었다. 이 조례는 지방자치단체, 앨버타주, 레이브 커뮤니티 대표들과의 협의를 통해 만들어졌다.

### 독일
서독과 서베를린에는 1980년대 후반 상당한 애시드 하우스 신이 형성되었다. Ufo라는 서베를린의 불법 파티 장소는 낡은 아파트 건물의 지하실에 위치해 있었는데, 1988년에 첫 애시드 하우스 파티가 열렸다. 이 시기 뮌헨에서는 네게르할레(1983–1989)와 ETA-할레가 일시적으로 사용된 노후화된 산업 홀에서 최초의 애시드 하우스 클럽으로 자리 잡으며, 독일의 이른바 홀 문화의 시작을 알렸다. 1989년 7월, 첫 러브 퍼레이드가 서베를린에서 열렸다.
1989년 11월 9일 베를린 장벽이 무너진 직후, 동베를린에서는 자유로운 언더그라운드 테크노 파티가 급증했다. 동독 DJ 파울 반 디크에 따르면 테크노 기반의 레이브 신은 통일 기간 동안 동독과 서독 간의 사회적 연결을 재정립하는 데 중요한 역할을 했다. 곧 동베를린에는 트레조르 (1991년 설립), 플래닛 (1991–1993), 벙커 (1992–1996)와 같은 최초의 테크노 클럽이 생겨났다. 프랑크푸르트에서는 1988년 오멘이 문을 열었고, 운영자인 스벤 배트 아래에서 다음 해에는 라인-마인 지역의 중심지가 되었다. 1990년, 뮌헨에 바발루 클럽이 문을 열어 독일에 애프터아워 개념을 도입했다.
1990년대 후반에 베를린의 트레조르와 E-베르크 (1993–1997), 프랑크푸르트의 오멘 (1988–1998)과 도리안 그레이 (1978–2000), 뮌헨의 울트라샬 (1994–2003), KW – 다스 하이츠크라프트베르크 (1996–2003)와 나트라지 템플 (1996–2008), 그리고 카셀의 슈탐하임 (1994–2002)이 독일에서 가장 유명한 테크노 클럽으로 자리 잡았다.
확립된 클럽 신과 병행하여 불법 레이브는 1990년대 내내 독일 레이브 신의 필수적인 부분으로 남아 있었다. 도시화된 독일에서 불법 레이브 및 테크노 파티는 종종 폐쇄된 발전소, 공장, 운하 또는 냉전 시대의 옛 군사 시설과 같은 산업 경관을 선호했다.
1990년대 들어 레이브 문화는 독일과 유럽의 새로운 청년 운동의 일부가 되었다. 베스트밤과 같은 DJ와 전자 음악 프로듀서들은 "레이빙 사회"의 존재를 선언하고 전자 음악을 로큰롤의 정당한 경쟁자로 홍보했다. 실제로 일렉트로닉 댄스 뮤직과 레이브 하위문화는 대중 운동이 되었다. 1990년대 중반부터 레이브에는 수만 명의 참가자가 몰렸고, 청소년 잡지는 스타일링 팁을 다루었으며, 텔레비전 네트워크는 하우스 및 테크노 음악에 대한 음악 잡지를 출시했다. 베를린에서 매년 열리던 러브 퍼레이드 축제와 나중에 메트로폴리탄 루르 지역에서 열린 축제는 1997년부터 2010년까지 백만 명이 넘는 파티 참가자를 반복적으로 끌어모았다. 1990년대와 2000년대 초반에는 독일과 중앙 유럽에서 수십 개의 다른 연례 테크노퍼레이드가 열렸으며, 가장 큰 행사로는 유니온 무브, 제너레이션 무브, 리인카네이션, 비전 퍼레이드, 스위스의 스트리트 퍼레이드와 레이크 퍼레이드 등이 있었다. 1990년대 이후의 대규모 상업 레이브로는 메이데이, 네이처 원, 타임 워프, 존네몬트슈테르네, 멜트! 등이 있다.
2000년대 후반부터 베를린은 여전히 테크노와 레이브의 수도로 불리며, 베르크하인, 트레조르, 킷캣클럽, 워터게이트와 같은 테크노 클럽과 클럽 데르 비저나르, 빌데 레나테, 바 25와 같이 거의 개조되지 않은 장소, 폐허 또는 나무 오두막에서 파티를 즐기는 방식은 국제 언론의 주목을 받았다. 2000년대의 장면을 묘사한 영화 중 하나는 파울 칼크브렌너 주연의 《베를린 콜링》이다. 2010년대에도 전국적으로 활발한 레이브 및 테크노 신이 이어졌으며, 베를린 외에도 뮌헨의 MMA 클럽과 블리츠 클럽, 라이프치히의 Institut für Zukunft, 오펜바흐의 Robert Johnson과 같은 수많은 페스티벌과 세계적 수준의 테크노 클럽이 있었다.

### 영국

#### 영국 레이브 신의 탄생 (1980년대–1990년대)
영국은 1980년대 후반과 1990년대 초반에 마침내 레이브 문화로 인정받았다. 1991년까지 판타지아와 레인댄스와 같은 단체들은 전국적으로 들판과 창고에서 대규모 합법 레이브를 개최했다. 1992년 7월 캐슬 도닝턴에서 열린 판타지아 파티는 야외에서 밤새도록 열리는 행사였다. 1992년 8월 포팸스 비행장에서 열린 더 비전과 1993년 유니버스의 트라이벌 개더링은 더 축제 같은 분위기를 풍겼다.
1992년 중반까지 이 장면은 서서히 변하고 있었다. 지방 의회는 필요한 허가를 얻는 데 레이브 조직을 방해하거나 막기 위해 조례를 통과하고 수수료를 인상했다. 이는 대규모 일회성 파티 시대가 끝났음을 의미했다. 1990년대 중반까지 이 장면은 또한 다양한 스타일의 댄스 음악으로 파편화되어, 대규모 파티를 조직하는 데 더 많은 비용이 들고 홍보하기가 더 어려워졌다. 1990년대 초반의 대규모 레이브를 이끌었던 사운드는 1993년 말까지 정글이라는 더 어두운 스타일과 더 빠른 해피 하드코어라는 두 가지 뚜렷하고 극단적인 스타일로 나뉘었다. 비록 많은 레이버들이 이 분열 때문에 이 장면을 떠났지만, ESP 드림스케이프와 헬터 스켈터와 같은 프로모터들은 여전히 다양한 장르를 수용하는 멀티 아레나 행사로 폭넓은 인기와 만원 관중을 누렸다. 이 시기의 주목할 만한 행사로는 1995년 9월 9일 노샘프턴셔의 브래필드 비행장에서 열린 ESP의 야외 드림스케이프 20 행사와 1997년 8월 9일 노샘프턴셔의 터웨스턴 비행장에서 열린 헬터 스켈터의 에너지 97 야외 행사가 있었다.

#### 프리 파티와 레이브의 불법화 (1992–1994)
불법 프리 파티 현장은 특히 대규모 축제 이후 절정에 달했다. 당시 베들럼, 서커스 워프, DIY, 스파이럴 트라이브와 같은 많은 개별 사운드 시스템이 캐슬몰턴 커먼 근처에 설치되었다. 정부는 행동에 나섰다. 1994년 형사 사법 및 공공 질서 법에 따라 레이브에서 연주되는 음악의 정의는 다음과 같다.
"음악"은 연속적인 반복 비트의 방출이 전적으로 또는 주로 특징인 소리를 포함한다.— 1994년 형사 사법 및 공공 질서 법

법의 63, 64, 65조는 레이브에서 연주되는 일렉트로닉 댄스 뮤직을 대상으로 했다. 형사 사법 및 공공 질서 법은 경찰에게 100명 이상의 사람이 참석하거나 두 명 이상이 레이브를 준비하는 야외 레이브를 중단시킬 권한을 부여했다. 65조는 제복을 입은 경찰관이 반경 5마일 이내의 레이브에 가는 중이라고 판단되는 사람을 멈추고 그 지역에서 벗어나도록 지시할 수 있도록 허용한다. 불응하는 시민은 표준 스케일 레벨 3을 초과하지 않는 최대 벌금(£1000)을 받을 수 있다. 이 법은 공식적으로 밤샘 파티가 인근 주민들에게 야기하는 소음과 방해, 그리고 시골을 보호하기 위해 도입되었다. 그러나 이 현장의 일부 참가자들은 이것이 청년 문화를 MDMA에서 멀어지게 하고 과세 가능한 알코올로 되돌리려는 시도라고 주장했다. 1994년 11월, 지피스(Zippies)는 CJB(즉, 1994년 형사 사법 및 공공 질서 법)에 항의하기 위해 전자 시민 불복종 행위를 벌였다.

#### 합법 및 언더그라운드 레이브 (1994–현재)
1993년 이후, 영국 레이브의 주요 활동 무대는 인가된 파티들이었고, 그 중에는 헬터 스켈터, 볼러스(맨체스터 트래퍼드 파크)의 라이프, 에지(이전 이클립스[코번트리]), 생츄어리(밀턴 케인스), 클럽 키네틱 등이 있었다. 런던 자체에는 정기적으로 레이브를 개최하는 몇몇 대형 클럽이 있었는데, 가장 유명한 곳은 "더 레이저 돔", "더 프리즈", "더 하이포드롬", "클럽 UK", "트레이드"였다. "더 레이저 돔"은 "하드코어"와 "개러지" 두 개의 별도 댄스 공간, 20개가 넘는 비디오 게임기, 무성 영화 상영 라운지, "자유의 여신상", "샌프란시스코 브리지" 모형, 그리고 대형 유리 미로를 갖추고 있었다. 스코틀랜드에서는 이벤트 프로모터 레제렉션(Rezerection)이 전국적으로 대규모 행사를 개최했다.
1997년까지 주간 슈퍼클럽 나이트의 인기가 옛 레이브 형식을 압도했으며, 새로운 클럽 기반 장르(예: 트랜스, 하드 하우스, 스피드 및 UK 개러지)가 더 전통적인 하우스 사운드와 함께 다시 인기를 얻었다. 게이트크래셔 및 크림과 같은 클럽들은 레이브와는 정반대의 드레스 코드 및 입장 정책으로 명성을 얻었다. 올바른 복장을 착용하지 않아 입장이 거부되는 이야기는 흔했지만, 슈퍼클럽 출석을 막는 데는 아무런 영향을 미치지 않는 듯했다.

#### 불법 봉쇄 집회
2020년 8월, 불법 집회 확산에 따라 영국 정부는 경찰이 불법 집회 주최자에게 1만 파운드의 벌금을 부과할 수 있도록 하는 추가 법안을 도입했다.

### 미국

#### 디스코와 사이키델리아의 기원 (1970년대)
미국 전자 댄스 음악계는 가장 초기의 하나이며, 레이브 문화는 1970년대 후반의 "서킷 파티"와 디스코 클럽에 뿌리를 두고 있다. 이들은 버펄로에서 클리블랜드까지, 애스펀까지 미국 전역의 크고 작은 도시에 흩어져 있었다. 시카고, 디트로이트, 마이애미, 뉴욕 시와 같은 도시들은 곧 하우스 음악, 테크노, 브레이크비트와 같은 레이브 문화의 기반이 되는 전자 음악 장르의 부상을 보았다. 미국 레이버들은 영국과 유럽의 레이버들처럼 비폭력과 사이키델리아에 대한 공통된 관심 때문에 1960년대의 히피에 비유되어 왔다. 레이브 문화는 디스코 문화의 DJ가 믹싱하는 댄스 음악, 약물 탐구, 성적 난교, 쾌락주의에 대한 사랑을 그대로 받아들였다. 디스코 문화가 주류에서 번성했지만, 레이브 문화는 디스코와 댄스 음악을 둘러싼 적대감을 피하기 위해 언더그라운드에 머무르려 노력했다. 미국 여러 지역에서 언더그라운드에 머무는 주된 동기는 통행금지와 클럽의 표준 2시 폐쇄 시간 때문이었다. 법적 시간을 넘어 파티를 계속하려는 욕구가 언더그라운드 방향을 만들었다. 합법성 때문에 시간과 장소를 비밀로 해야 했다.

#### 시카고의 성장 (1980년대)
1980년대 초 시카고는 "하우스 음악"을 만들었고 빠르게 도시와 함께 성장했다. 이 음악 신은 댄스 음악 역사상 가장 초기이자 가장 영향력 있는 신 중 하나이다. "하우스 음악의 대부"로 알려진 프랭키 너클스는 "시카고 하우스 음악"을 발명한 DJ-프로듀서로 간주되었다. 그는 디스코 클래식, 인디 레이블 소울 음악, 유럽 신스-디스코 등 지금은 "하우스 음악"으로 간주되는 다양한 음악을 믹싱했다. 프랭키는 더 웨어하우스 (1977–1982)에서 그의 하우스 비트를 연주했는데, 이곳은 주로 흑인 게이 남성을 끌어모으는 회원 전용 클럽이었지만, 그의 음악은 더 넓은 관객을 끌어모아 이성애자, 백인 관객들도 유치했다. 이는 클럽 소유주 로버트 윌리엄스가 회원권을 완전히 없애게 만들었다. 프랭키는 떠나서 자신의 클럽인 "파워 플랜트" (1983–1985)를 만들었고, 이 클럽은 완전히 다양한 관객의 관심을 끌었다. 그는 자신의 편집을 사용하고 음악 내에서 그루브를 확장하여 밤새도록 댄스 플로어를 채웠다. 궁극적으로 이 현상은 1986–1987년 동안 시카고 전역으로 기하급수적으로 퍼져나갔다. 시카고 하우스는 음악에 영향을 미쳤고, 이것이 1986년 영국에서 "하우스 음악"을 만들었다. 이것이 오늘날의 일렉트로닉 댄스 음악으로 성장했다.

#### 뉴욕 레이브와 파티 프로모터 (1980년대)
1980년대 후반, 레이브 문화는 영국 이주민과 유럽을 방문하는 미국 DJ들을 통해 북미로 확산되기 시작했다. 그러나 북미에서 레이브 문화의 주요 확장은 종종 프랭키 본즈에게 기인하는데, 그는 영국에서 항공기 격납고에서 파티를 진행한 후 1990년대 뉴욕 시에서 "스톰 레이브"라고 불리는 초기 미국 레이브들을 조직하는 데 기여했다. 스톰 레이브는 꾸준한 핵심 관객을 보유했으며, 동료 스톰 DJ(애덤 X, 프랭키 본즈와 함께 미국 테크노 음반점 그루브 레코드를 공동 설립)가 발행하는 잡지 등을 통해 육성되었다. 헤더 하트는 언더 원 스카이를 개최했다. 동시에 뉴욕 시에서는 전자 댄스 음악을 이 도시의 댄스 신에 소개하는 행사들이 열렸다. 1992년에서 1994년 사이에 동해안 전역에서 홍보 그룹들이 생겨났다.

#### 남부 캘리포니아와 라틴 아메리카 (1990년대)
1990년대 샌디에이고에서는 수천 명의 관객을 동원한 대규모 레이브가 열렸다. 이 축제는 여름철에 인디언 보호구역과 스키 리조트에서 개최되었으며, 닥 마틴, 문트라이브의 다니엘, 디라이트의 디미트리, 아프리카 이슬람, 샌프란시스코의 하드키스 형제와 같은 DJ들이 헤드라이너로 나섰다. 이들은 샌디에이고와 나중에 로스앤젤레스에서 열린 비폭력 시위인 춤출 권리 운동을 만드는 데 기여했다.
이 행사에는 지역 샌디에이고 DJ인 존 비숍, 스티브 페이건, 에일리언 톰, 제프 스콧, 존이 씬, 파올로, 멀린, 지맥심, 토니 피오레, 데이먼, 마크 E. 쿼크가 공연했다. 이 행사들은 큰 소품과 테마를 사용했다. 요정 타투를 하고 파티에 요정 날개를 착용하는 요정 열풍이 이 지역과 관련이 있었다. 타악기 그룹 크래시 워십이 이곳에서 활동했다.
1993년 로스앤젤레스 언더그라운드 레이브 운동에서 문트라이브가 탄생했으며, 이는 원래 남부 캘리포니아 풀 문 게더링으로, DJ 다니엘 문트라이브 (일명 다니엘 차베스, 일명 디콤플렉스, 일명 디콤플렉시티) 등이 참여했다.

#### 캘리포니아의 성장
1980년대 후반과 1990년대 초반, 샌프란시스코 베이 에어리어에서 레이브 문화가 급성장했다. 처음에는 빈 창고, 로프트 공간, 클럽 등 SOMA 지구 전역에서 작은 언더그라운드 파티가 생겨났다. 알코올 금지 규칙은 엑스터시 중심의 파티를 촉진했다. 작은 언더그라운드 레이브는 막 시작되었고 샌프란시스코를 넘어 이스트 베이, 새너제이, 산타클라라, 산타크루즈 해변을 포함한 사우스 베이 지역으로 확장되었다.
1991년 후반에 레이브는 북부 캘리포니아 전역으로 확장되었고, 새크라멘토, 오클랜드, 실리콘 밸리(팔로 알토, 새너제이)와 같은 도시들도 포함되었다. 대규모 파티는 야외 들판, 비행기 격납고, 그리고 계곡을 둘러싼 언덕에서 열렸다. 샌프란시스코의 초기 프로모터와 DJ들은 영국과 유럽 출신이었다. 레이브는 소니 메트레온 꼭대기에 있는 박물관의 'Where the wild things are'와 해양 홀(1998–2002)과 같은 SOMA 미술관 행사에서도 열렸다.
1994년 말, 새로운 레이버 세대가 새로운 사운드에 매료되었다. EDM이 인기를 얻기 시작했다. 레이브는 지하실과 창고뿐만 아니라 다양한 종류의 장소에서 찾아볼 수 있었다. 프로모터들은 이를 인지하고 1990년대 후반에 대규모 이벤트를 기획했는데, 여러 음악 형식이 한 지붕 아래에서 12시간 동안 진행되었다. 2003년까지 레이브 신은 서서히 성장하고 안정적으로 유지되다가, 레이브에서의 불법 약물 사용, 특히 엑스터시에 대한 인식이 높아지고 언론 보도가 증가하면서 변화를 맞았다. 레이브 신의 성장과 병행하여, 마약 방지 정책이 증가했으며, 이는 레이브 조직 관리 및 행사에 직접적으로 영향을 미치거나 간접적으로 영향을 미쳤다. 2003년 4월 30일, 미국 의회는 불법 약물 확산 방지법을 통과시켰는데, 이는 유사한 목적의 2002년 법안에서 유래했지만 통과되지 못했다. 그 법안은 특히 RAVE 법으로 명명되었다. 결과적으로 2000년대 중반과 후반에는 대규모 레이브가 더 드물게 나타났다. 그럼에도 불구하고, 통행금지 및 약물 단속에 관한 새로운 시 조례와 병행하여, Go ventures 및 인섬니악과 같은 레이브 이벤트 주최 회사들은 끈질기게 몬스터 매시브, 투게더 애즈 원, 일렉트릭 데이지 카니발과 같은 연례 레이브 이벤트를 계속 진행했다. 이러한 정기적이고 일관적으로 계획된 이벤트 기반을 바탕으로 레이브 신은 2010년에 다시 부활하여 훨씬 더 많은 참석자와 댄스 장소를 확보했다. 미성년자 참석 제한의 부족을 포함한 압도적인 참석은 2010년 일렉트릭 데이지 카니발 (EDC)에 185,000명이 참석한 것으로 추정되면서 전환점을 맞았다. 2010년 이 행사는 15세 소녀 사샤 로드리게스의 사망과 과다 복용으로 인해 널리 주목받았다. 이 죽음은 EDC 인섬니악의 설립자 파스칼레 로텔라에 대한 조사를 촉발했다. 그 조사의 결과로 그는 공무원 토드 데스테파노에게 뇌물 수수 혐의로 기소되었다. 당시 데스테파노는 2010년 EDC가 열렸던 로스앤젤레스 콜로세움의 이벤트 매니저였다. 이는 결국 인섬니악 레이브 이벤트의 재편성으로 이어졌다. 특히 EDC의 경우, 보석 중이던 파스칼레 로텔라는 2011년 EDC를 로스앤젤레스에서 라스베이거스로 옮겼고, 이후에도 EDC 개최 장소를 늘렸다. 로텔라는 나중에 유죄를 인정하고 징역을 피했다.

#### 시애틀
1990년대 중반부터 2000년대까지 시애틀시는 서해안 레이브 문화의 전통을 함께 나누었다. 샌프란시스코에 비해 작은 규모였지만, 시애틀에도 많은 레이브 크루, 프로모터, DJ, 팬들이 있었다. 캔디 레이버 스타일, 우정, 문화는 시애틀과 샌프란시스코 모두에서 서해안 레이브 신에서 인기를 얻었다. 서해안 레이브, 캔디 레이버, 대규모 레이브 인기가 절정에 달했을 때(1996–1999) 시애틀과 샌프란시스코, 그리고 벨링엄, 캐나다 밴쿠버, 오리건주 포틀랜드 사이를 자주 오가는 레이버, 프로모터, DJ 그룹을 만나는 것이 흔했다. 이는 서해안 레이브 문화의 전반적인 감각과 서해안 "매시브" 현상을 확산시켰다.

#### 최근 몇 년 (2000년대)
2010년경부터 레이브는 대규모 록 음악 축제와 비슷해졌지만, 여러 면에서 훨씬 더 크고 수익성이 높아졌다. 라스베이거스에서 열린 일렉트릭 데이지 카니발은 2012년 여름 3일 동안 30만 명이 넘는 팬을 끌어모아 북미에서 가장 큰 EDM 음악 축제가 되었다. 2012년 울트라 뮤직 페스티벌은 3일 동안 15만 명의 팬을 끌어모았고, 뉴욕의 일렉트릭 주, 로스앤젤레스의 비욘드 원더랜드, 디트로이트의 무브먼트, 미시간의 일렉트릭 포레스트, 시카고의 스프링 어웨이크닝 음악 축제 및 수십 개의 다른 레이브들은 이제 매년 수십만 명의 "레이버"를 끌어모은다. 이러한 새로운 EDM 기반 레이브 이벤트(현재는 단순히 "음악제"라고 통칭됨)는 매진된다. 일렉트릭 데이지 카니발(EDC)의 축제 참가자 수는 2011년에서 2012년 사이에 39.1%, 즉 90,000명 증가했다. 2013년 EDC는 약 345,000명이 참석하여 축제 기록을 경신했다. EDC의 평균 티켓 가격은 300달러가 넘었고, 이 행사는 2013년 클라크 카운티 경제에 2억 7,800만 달러를 기여했다. 이 축제는 1,000에이커 규모의 단지에서 열리며, 반쯤 지어진 무대, 거대한 대화형 예술 설치물, 수백 명의 EDM 아티스트를 특징으로 한다. 인섬니악은 미국 EDM 이벤트 프로모터로, 매년 EDC 및 기타 EDM 이벤트를 개최한다.

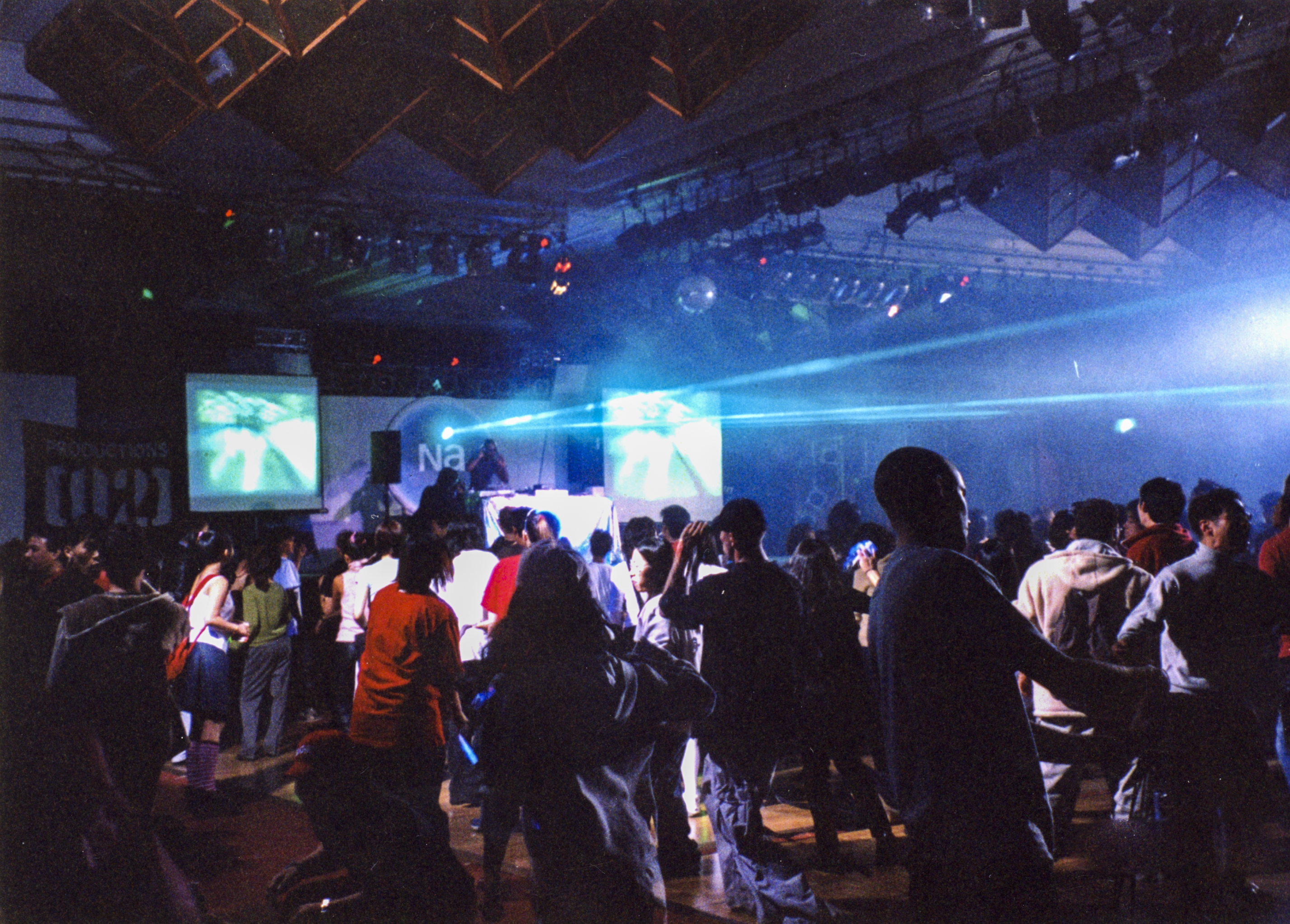
2001년 대한민국 서울에서 열린 레이브

### 오스트레일리아

#### 1980년대 및 1990년대: 야외 레이브와 시드니 신
레이브 파티는 호주에서 1980년대부터 시작되어 1990년대 후반까지 계속되었다. 이들은 영국 전역에서 열리던 '창고 파티'의 이동식 버전이었다. 미국과 영국과 유사하게, 호주의 레이브는 무허가였고 산업 및 제조 목적으로 사용되던 공간, 즉 창고, 공장, 카페트 전시장 등에서 열렸다. 또한 교외 지역도 사용되었는데, 농구 경기장, 기차역, 심지어 서커스 텐트도 흔한 장소였다. 시드니에서는 도시 남서부 내륙의 매립지인 시드니 파크, 캐터랙트 파크, 그리고 다양한 기타 자연적, 미사용 장소 및 숲이 야외 행사에 사용되었다. 레이브는 인간과 자연 환경 간의 연결을 매우 강조했으며, 따라서 시드니의 많은 레이브는 야외에서 열렸다. 특히 '해피 밸리' 파티(1991–1994), '생태' (1992), '꿈의 들판 4' (1996년 7월 6일) 등이 그러했다. 1990년대 중후반에는 시드니 시내의 인가된 장소에서 열린 "아파치"라는 레이브 파티에서 안나 우드의 죽음으로 인해 레이브 참석이 약간 감소했다. 우드는 엑스터시를 복용했고 며칠 후 병원에서 사망했으며, 이는 호주의 마약 문화와 레이브 신의 연관성에 대한 광범위한 언론 노출로 이어졌다.

#### 2000년대–현재
멜버른에서는 '어스코드' 파티로 전통이 이어졌다. 레이브는 1990년대보다 덜 언더그라운드화되었고, 많은 레이브가 2000년대까지 인가된 장소에서 열렸다. 그럼에도 불구하고 1990년대 규모의 레이브 파티는 덜 흔해졌다. 그럼에도 불구하고 호주의 레이브 신은 2010년대에 다시 부활했다. 이 시기에 멜버른 클럽/레이브 댄스 스타일인 "멜버른 셔플"이 다시 떠올라 유튜브 트렌드가 되었고 관련 동영상이 업로드되었다. 멜버른의 레이브 하위문화는 Bass Station 및 Hard Candy와 같은 클럽의 개장과 Melbourne Underground와 같은 프리 파티 그룹의 부상으로 강화되었다. 멜버른에서는 2010년대 내내 창고 스쿼트 파티와 야외 레이브가 자주 열렸으며, 참석자는 때때로 수천 명에 달하기도 했다.

## 주목할 만한 행사
다음은 주목할 만한 레이브의 불완전한 목록이다.
| 1980년대 - 스톰 레이브 (1991) - 쥐 파티 (1983– 1992) - 풀 문 파티 (1985–현재) - 윈터 뮤직 컨퍼런스 (1985–현재) - 제네시스 '88 (1988–92) - 레인댄스 (레이브) (1989–현재) - 선라이즈/백 투 더 퓨처 (1989–1995) - 리얼 배드 (1989–현재) - 헬터 스켈터 (1989–2004) - 러브 퍼레이드 (1989–2010) | 1990년대 - 메이데이 (음악 축제) (1991–현재) - 판타지아 (댄스) (1991–97) - 어스코드 (1992–현재) - 캐슬몰턴 커먼 페스티벌 (일회성 행사, 1992) - 에너지 (행사) (1992–2013) - 선더돔 (음악 축제) (1992–현재) - 카잔티프 (1992–현재) - 스트리트 퍼레이드 (1992–현재) - 트라이벌 개더링 (1993–2006) - 체흐테크 (1994–2006) - 발 앙 블랑 (1995–현재) - 레인보우 서펀트 페스티벌 (1997–현재) - 스캐터드 (레이브) (1998–현재) - 미스터리랜드 (1993–현재) - 댄스 밸리 (1995–현재) - 암스테르담 댄스 이벤트 (1996–현재) | 2000년대 - O.Z.O.R.A. (2004–현재, 원래 1999년 솔립스라는 이름으로 시작) - 츠헤마 (2014–현재) - 투모로랜드 (2005–현재) |

## 아티스트
- 애시드 하우스 및 애시드 테크노 – 808 스테이트, 구루 조시, 브라이언 두간스, KLF, 조시 윙크, 미켈레 생트, 퓨처, 루크 비버트, 애시드울프, 론
- 브레이크비트 – 체이스 앤 스태터스
- 브레이크비트 하드코어 일명 "올드스쿨 레이브" – 아센, 얼터네이트-8, 케미컬 브라더스, 리틀 빅, 프로디지, 셰이즈 오브 리듬, 셧 업 앤 댄스
- 브로스텝 / 덥스텝 – 러스코, 스크릴렉스, 플럭스 파빌리온, 다트식, 체이스 앤 스태터스, 닥터 P, 보르고어, TC, 모드스텝, 피드 미, 킬 더 노이즈, 엑시전
- 드럼 앤 베이스 / 정글 – 드럼사운드 & 베이스라인 스미스, 4히어로, 로지스틱스, 앤디 C, 스포어, 골디, DJ 론, 디젤보이, DJ 프레시, 펜듈럼, 프레크 내스티, 프리키 플로우, 샤이 FX, 레벨 MC, 래거 트윈스
- 드럼스텝 – 엑시전, 더티포닉스, 피규어, 나이프 파티, 킬 더 노이즈, 오스
- 퓨처 레이브 – 다비드 게타, 모르텐, 샤포브
- 고아 트랜스 / 사이키델릭 트랜스 – Ajja,[111] Burn in Noise, 에일리언 프로젝트, 아스트랄 프로젝션, 일렉트릭 유니버스, 할루시노겐, 인펙티드 머쉬룸
- 벨기에 하드코어 테크노 일명 "레이브 테크노" – 채널 X, 디지털 오르가즘, L.A. 스타일, 메시아, 프라가 칸, 콰드로포니아, T99, U96.
- 현대 하드코어 테크노 스타일 – 해피 하드코어, 애시드코어, 하드코어 하우스, 개버, 프렌치코어 – 퍼니시 유어셀프, 앵거피스트, 듄, 아웃블라스트, 스쿠터, 앤서니 애시드, 대런 스타일스, 파스티스 & 부엔리
- 하드스타일 및 덥스타일 – 테크노보이, 쇼텍, 헤드헌터즈, 와일드스타일즈, 브레넌 하트, DJ 레이디 다나, 블루토늄 보이
- 리퀴드 펑크 – 넷스키, 하이 콘트라스트, 프레드 V & 그래픽스, 폭스 스티븐슨, 브룩스 브라더스, 루디멘털
- 뭄바톤 – 나이프 파티, 딜런 프랜시스, 문치, 디플로, 브로 사파리,
- 뉴 레이브 – 클락슨스, 하도켄!, 싯디스코, 트래쉬 패션, 뉴 영 포니 클럽
- 스피드 개러지 및 베이스라인 – 플래티넘, DJXP, T2

## 주목할 만한 사운드 시스템

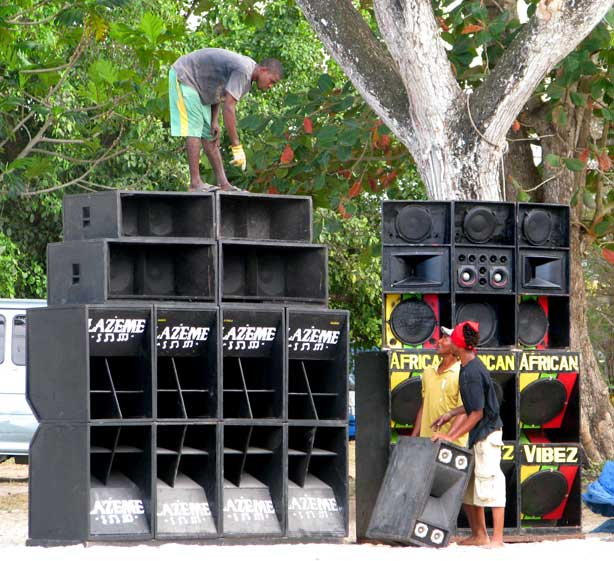
오디오 기술자들이 자메이카 사운드 시스템 파티를 위해 거대한 스피커 인클로저를 설치하고 있다.

다음은 주목할 만한 사운드 시스템의 불완전한 목록이다.
- 데펑크
- DiY 사운드 시스템
- 인섬니악 이벤트
- 스파이럴 트라이브

## 같이 보기
- ArtRAVE: the ARTPOP ball
- 뉴 레이브
- 엔터테인먼트 개요
- RAVE 법 – 레이브를 표적으로 한 미국 법률.
- 레이브 보드 게임 – 영국 레이브 신을 기반으로 한 1991년 보드 게임.
- 책임감 있는 약물 사용 § 축제에서
- 지피스
- 츠헤마, 우크라이나 레이브 주최자

## 더 읽어보기
- 콜린, 매튜. Altered State: The Story of Ecstasy and Acid House. 런던: 1997: Serpent's Tail – 1988년 여름(두 번째 사랑의 여름) 영국 맨체스터에서 레이브 댄스가 어떻게 시작되었고 그 여파. ISBN 1-85242-604-7.
- 그리핀, 톰. Playgrounds: a portrait of rave culture. 2005. ISBN 0-646-45135-9. 공식 웹사이트  보관됨 2019-04-05 - 웨이백 머신 WALLAWALLA
- 에반스, 헬렌. "Out of Sight, Out of Mind: An Analysis of Rave Culture". 윔블던 예술학교, 런던. 1992. 1994년까지의 참고문헌 포함.
- 학부모를 위한 조언: 클럽 약물에 대한 진실. FBI.
- 코타르바, 조지프. 1993. 텍사스 휴스턴의 레이브 신: 민족지학적 분석 보관됨 2016-03-04 - 웨이백 머신. 오스틴: 텍사스 알코올 및 약물 남용 위원회.
- 오트, 브라이언 L. 및 허먼, 빌 D. Mixed Messages: Resistance and Reappropriation in Rave Culture 발췌 보관됨 2011-09-23 - 웨이백 머신. 2003.
- 레이놀즈, 사이먼. Generation Ecstasy: Into the world of Techno and Rave culture. 뉴욕: Little, Brown and Company, 1998. ISBN 0-316-74111-6.
- 성 요한, 그레이엄 (편). 2004. 레이브 문화와 종교 보관됨 2018-12-19 - 웨이백 머신. 뉴욕: Routledge. ISBN 0-415-31449-6.
- 성 요한, 그레이엄 2009. 테크노마드: 글로벌 레이빙 반문화 보관됨 2018-12-19 - 웨이백 머신. 런던: Equinox. ISBN 978-1-84553-626-8.
- 토마스, 마지다 (2013). 투게더: 록시에서 금요일 밤 보관됨 2019-04-05 - 웨이백 머신. ISBN 978-1630005788.

### 음악 더 읽어보기
- 베넷 앤디, 피터슨 리처드 A.: 뮤직 신: 로컬, 트랜스로컬, 그리고 버추얼. 내슈빌: 반더빌트 대학교 출판부, 2004
- 랑, 모건: 퓨처사운드: 테크노 음악과 미디어. 워싱턴 대학교, 시애틀, 1996.
- 마토스, 미켈란젤로: The Underground Is Massive. 뉴욕: 하퍼콜린스 퍼블리싱, 2015.
- 레이놀즈, 사이먼: Generation Ecstasy: Into the World of Techno and Rave Culture. 뉴욕: Routledge, 1999.